# Bundesliga Femenina 2001-02
La Bundesliga Femenina 2001-02 fue la 12.ª edición de la máxima categoría de la liga de fútbol femenino de Alemania. Comenzó el 19 de agosto de 2001 y terminó el 16 de junio de 2002. El equipo campeón fue 1. FFC Frankfurt y el subcampeón 1. FFC Turbine Potsdam que además se clasificaron a la Liga de Campeones Femenina de la UEFA.

## Clasificación
| Pos. | Equipo                   | Pts. | PJ | G  | E | P  | GF | GC | Dif. | Clasificación o descenso     |
| ---- | ------------------------ | ---- | -- | -- | - | -- | -- | -- | ---- | ---------------------------- |
| 1    | 1. FFC Frankfurt (C)     | 58   | 22 | 18 | 4 | 0  | 65 | 17 | +48  | Calificó a Liga de Campeones |
| 2    | 1. FFC Turbine Potsdam   | 44   | 22 | 14 | 2 | 6  | 56 | 23 | +33  | Calificó a Liga de Campeones |
| 3    | FCR 2001 Duisburg        | 44   | 22 | 14 | 2 | 6  | 61 | 34 | +27  |                              |
| 4    | FC Bayern Múnich         | 40   | 22 | 12 | 4 | 6  | 59 | 38 | +21  |                              |
| 5    | FSV Frankfurt            | 39   | 22 | 11 | 6 | 5  | 48 | 29 | +19  |                              |
| 6    | SC Friburgo              | 35   | 22 | 11 | 2 | 9  | 30 | 34 | −4   |                              |
| 7    | Brauweiler Pulheim       | 33   | 22 | 10 | 3 | 9  | 37 | 27 | +10  |                              |
| 8    | Heike Rheine             | 27   | 22 | 6  | 9 | 7  | 34 | 34 | 0    |                              |
| 9    | SC 07 Bad Neuenahr       | 22   | 22 | 6  | 4 | 12 | 24 | 51 | −27  |                              |
| 10   | WSV Wolfsburg-Wendschott | 17   | 22 | 5  | 2 | 15 | 26 | 52 | −26  |                              |
| 11   | Hamburger SV             | 8    | 22 | 2  | 2 | 18 | 16 | 62 | −46  | Desciende a 2. Bundesliga    |
| 12   | 1. FC Saarbrücken        | 8    | 22 | 2  | 2 | 18 | 16 | 71 | −55  | Desciende a 2. Bundesliga    |

 Fuente: 

## Goleadoras

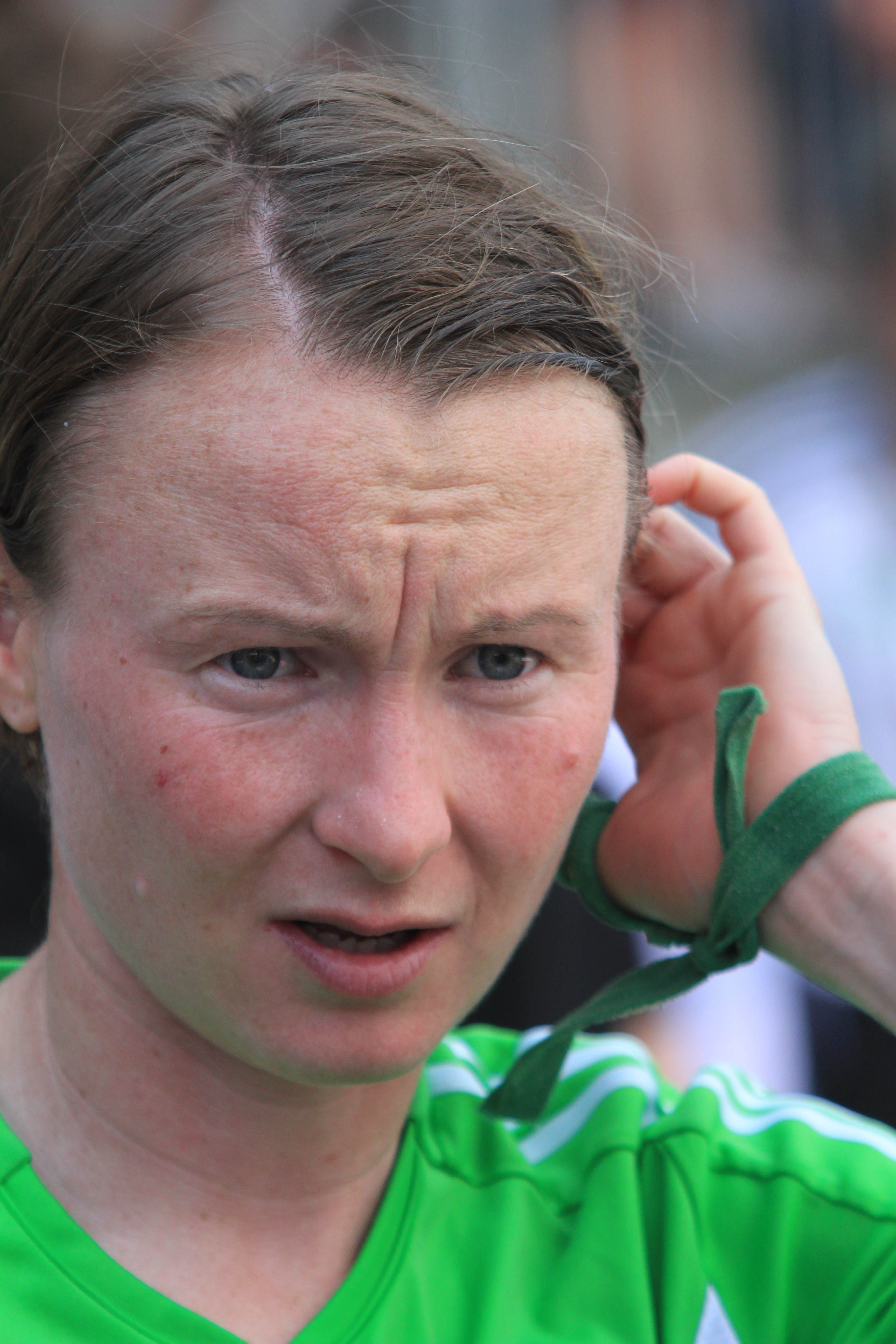
Conny Pohlers, goleadora de la temporada.

| Posición | Jugadora         | Club                   | Goles |
| -------- | ---------------- | ---------------------- | ----- |
| 1        | Conny Pohlers    | 1. FFC Turbine Potsdam | 27    |
| 2        | Melanie Hoffmann | FCR 2001 Duisburg      | 19    |
| 3        | Birgit Prinz     | 1. FFC Frankfurt       | 17    |
| 3        | Petra Unterbrink | Brauweiler Pulheim     | 17    |
| 5        | Jennifer Meier   | 1. FFC Frankfurt       | 15    |
| 6        | Pavlína Ščasná   | FC Bayern Múnich       | 14    |
| 7        | Petra Wimbersky  | FC Bayern Múnich       | 12    |
| 7        | Jennifer Zietz   | 1. FFC Turbine Potsdam | 12    |
| 9        | Inka Grings      | FCR 2001 Duisburg      | 11    |
| 9        | Shelley Thompson | FCR 2001 Duisburg      | 11    |